# Mordella acuticauda
Mordella acuticauda es una especie de coleóptero de la familia Mordellidae.

## Distribución geográfica
Habita en México, Guatemala y Panamá.